# يعقوب عبد الباقي
يعقوب سعيد عبد الله عبد الباقي (مواليد 1 يونيو 1979) هو حكم كرة قدم عماني وحكم دولي مدرج في الاتحاد الدولي لكرة القدم والاتحاد الآسيوي لكرة القدم منذ عام 2010.
في 17 مارس 2015، تم استدعاؤه في أول مباراة رسمية له خلال تصفيات كأس العالم 2018 في روسيا ، في مباراة بين ماكاو وكمبوديا .